# Tatu Kolehmainen
David „Tatu” Kolehmainen (ur. 10 września 1885 w Kauttua w gminie Eura, zm. 7 kwietnia 1918 w Lempäälä) – zapaśnik reprezentujący Finlandię. Olimpijczyk ze Sztokholmu 1912, gdzie zajął szóste miejsce w wadze lekkiej.
Zajął szóste miejsce na mistrzostwach świata w 1911 roku. Mistrz kraju w 1912 i 1913 roku.

## Letnie Igrzyska Olimpijskie 1912
| Konkurencja            | Rundy eliminacyjne     | Rundy eliminacyjne           | Rundy eliminacyjne     | Rundy eliminacyjne     | Rundy eliminacyjne   | Rundy eliminacyjne   | Klas. końcowa |
| Konkurencja            | Przeciwnik I           | Przeciwnik II                | Przeciwnik III         | Przeciwnik IV          | Przeciwnik V         | Przeciwnik VI        | Miejsce       |
| ---------------------- | ---------------------- | ---------------------------- | ---------------------- | ---------------------- | -------------------- | -------------------- | ------------- |
| 67,5 kg styl klasyczny | Thorvald Olsen (NOR) Z | Johannes Eillebrecht (NED) P | Hugo Björklund (SWE) Z | Carl Erik Lund (SWE) P | Bruno Heckel (GER) Z | Oskar Kaplur (RUS) P | 6.            |